# アーデルスリート
アーデルスリート (ドイツ語: Adelsried) は、ドイツ連邦共和国バイエルン州シュヴァーベン行政管区のアウクスブルク郡に属す町村（以下、本項では便宜上「町」と記述する）である。

## 地理

### 位置
アーデルスリートは、アウクスブルク郡のアウクスブルク＝ヴェストリヘ・ヴェルダー自然公園内シュヴェーベンのホルツヴィンケル辺縁部に位置する。郡独立市のアウクスブルクから約 20 km の距離にある。シュヴァーベンのホルツヴィンケルとは、アーデルスリート、ボンシュテッテン、ヘレツリート、ヴェルデン、エーマースアッカーの5町村を含む、濃い森に覆われた地域である。
ラウグナ川がアーデルスリート盆地から湧出している。

### 自治体の構成
アーデルスリートは単独のゲマルクング（行政/統計上の管区）からなる。この町には3つのゲマインデタイル（地理上の地区）がある。
- アーデルスリート
- エンゲルスホーフ
- クリューヘン

## 歴史
現在のアーデルスリート地区の近くに、ローマ帝国時代からすでにレンガ工房とローマ人集落があった。これは、1980年に焼けて変形したローマ時代のレンガが発掘されたことや、長く近世になっても利用されていた粘土採掘場に近いことから判明した。出土品は2世紀前半に定住が始まった事を示唆している。4世紀になるとローマ帝国の国境付近で紛争が増え、プロヴィンツの首都であったアウクスブルク周辺の他の多くの地域と同様にこのレンガ工房もゲルマン人による侵略の犠牲となった。
集落名が最初に登場するのは、919年の文書を12世紀に写本した史料で、この頃にはすでに集落が存在していたと推測できる。当時アーデルスリートは Adeloldesried と表記されており、その後 Adelhartzriet（1309年）、 Adelharterieth（1312年）、 Adlatzried（1399年）を経て、1480年に初めて Adelsried と表記された。これは古高ドイツ語の基本語 reod（開墾する）に付加語 -reid がついたもので、この集落が原生林を開墾して造られたことを意味している。ヨアヒム・ヤーンによって可能性が示された Adelsbrehtsried という表記については、研究者の間で議論がなされている。アーデルスリートは、ブルガウ辺境伯領の官僚を務めた一門であるクネリンゲン家の所領となる以前に（ウルスベルクの伝承文書によれば、いずれにせよ1209年より以前に）ウルスベルク修道院の所領であった。土地領主の交替にまつわる詳細は明らかでない。
確かなのは、エゴルフ・デア・シャルク・フォン・クネリンゲンという人物が1309年に、この集落の所領と権利（教会運営権、代官権、守護権、村の裁判権）をアウクスブルクのアウグスチノ会聖十字架聖堂参事会に売却していることである。アーデルスリートは長年にわたって、ブルガウ辺境伯領勢力下の聖十字架修道院/アウクスブルク司教領の共同のアムト（地方行政機関）に属していた。現在は合併されているエンゲルホーフとクリューヘンは1485年に同じ聖十字架修道院の所領となった。
1803年の帝国代表者会議主要決議により、この集落はバイエルン領となった。バイエルン王国の行政改革に伴う1818年の自治体令によって、エンゲルホーフと小集落クリューヘンを含む現在の自治体が成立した。1862年から1929年までアーデルスリートはベツィルクスアムト・ツースマールハウゼン（ツースマールハウゼン管区）に属し、1929年からベツィルクスアムト・アウクスブルク（アウクスブルク管区）（1939年からラントクライス・アウクスブルク（アウクスブルク郡）となる）に属した。
1972年/1980年の地域再編によってアーデルスリートは、ボンシュテッテン、ヴェルデン、ロイテルン、および旧ヴェルティンゲン郡のエーマールスアッカー、ヘレツリート、ラウターブルンとともにヴェルデン行政共同体を形成した。この町は1979年に再び行政共同体から離脱し、1980年1月1日から独立した自治体となっている。
1958年にアーデルスリート近郊に、旅の安全を守護するマリア教会が初のアウトバーン教会として建設された。

## 住民

### 人口統計
2019年の Kommunalstatistik によれば、2018年の人口統計は以下の通りである。当時の人口は2,357人であった。
年齢構成:
| 年齢     | 人口（人） | 比率 (%) |
| -------- | ---------- | -------- |
| 25歳未満 | 542        | 25.99    |
| 25-50歳  | 770        | 32.67    |
| 50-65歳  | 593        | 25.16    |
| 65歳以上 | 452        | 19.18    |

性別: 女性 1,184人 (50.23 %)、男性 1,173人 (49.77 %) である。

### 人口推移
この町の人口推移は、1840年以降統計的に確実に追跡することができる。以下にそれを示す。

アーデルスリートの人口推移

1988年から2018年までの間に人口は、1,902人から2,357人まで455人、23.9 % 増加した。

### 宗教
2011年5月9日の人口調査時のデータを示す。当時のアーデルスリートの人口は2,165人であった。
- ローマ＝カトリック信者 70.0 %
- 福音主義＝ルター派信者 10.8 %

残りは、その他の宗教の信者または無宗教であった。

## 行政

### 首長
首長はゼバスティアン・ベルンハルト (CSU) である。

### 議会
この町の町議会議員の議席数は14で、これに町長が加わる。

### 紋章
図柄: 青地。交差した金の柄がついた銀の斧の上に金の末広十字。
紋章の由来: 斧は、原生林に集落が建設され、11世紀から12世紀に開墾したことで村が成長したことを象徴している。末広十字は、長く続いた聖十字架修道院の統治を象徴している。

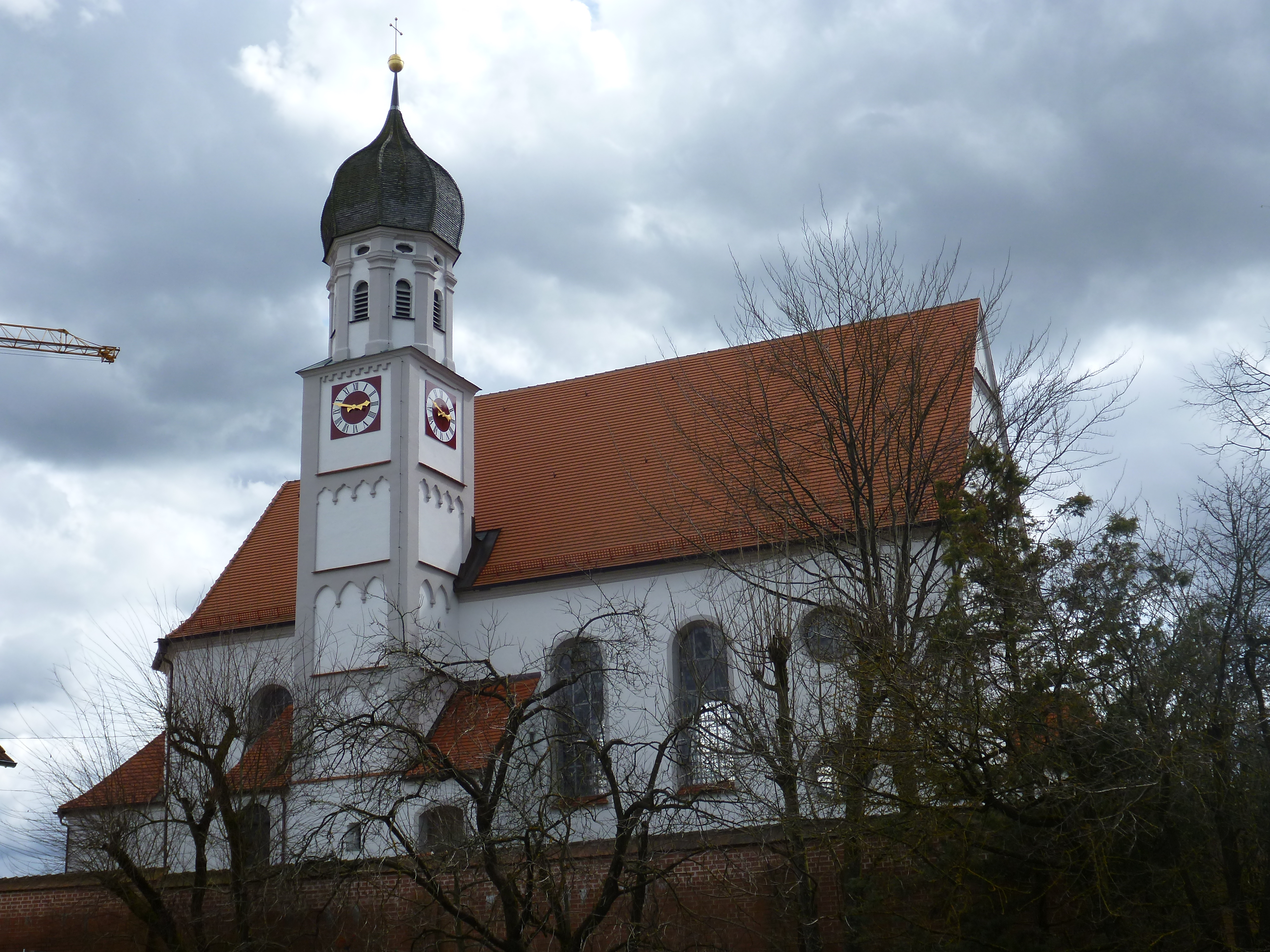
アーデルスリートの洗礼者聖ヨハネ教会

## 文化と見所
- 教区教会 洗礼者聖ヨハネ教会
- 司祭館

## 経済と社会資本

### 町の財政
2021年のアーデルスリートの町の国民生産は 836万3千ユーロであった。同じ年の町の負債は104万4千ユーロで、住民一人あたり426ユーロであった。

### 農林業主体の経済

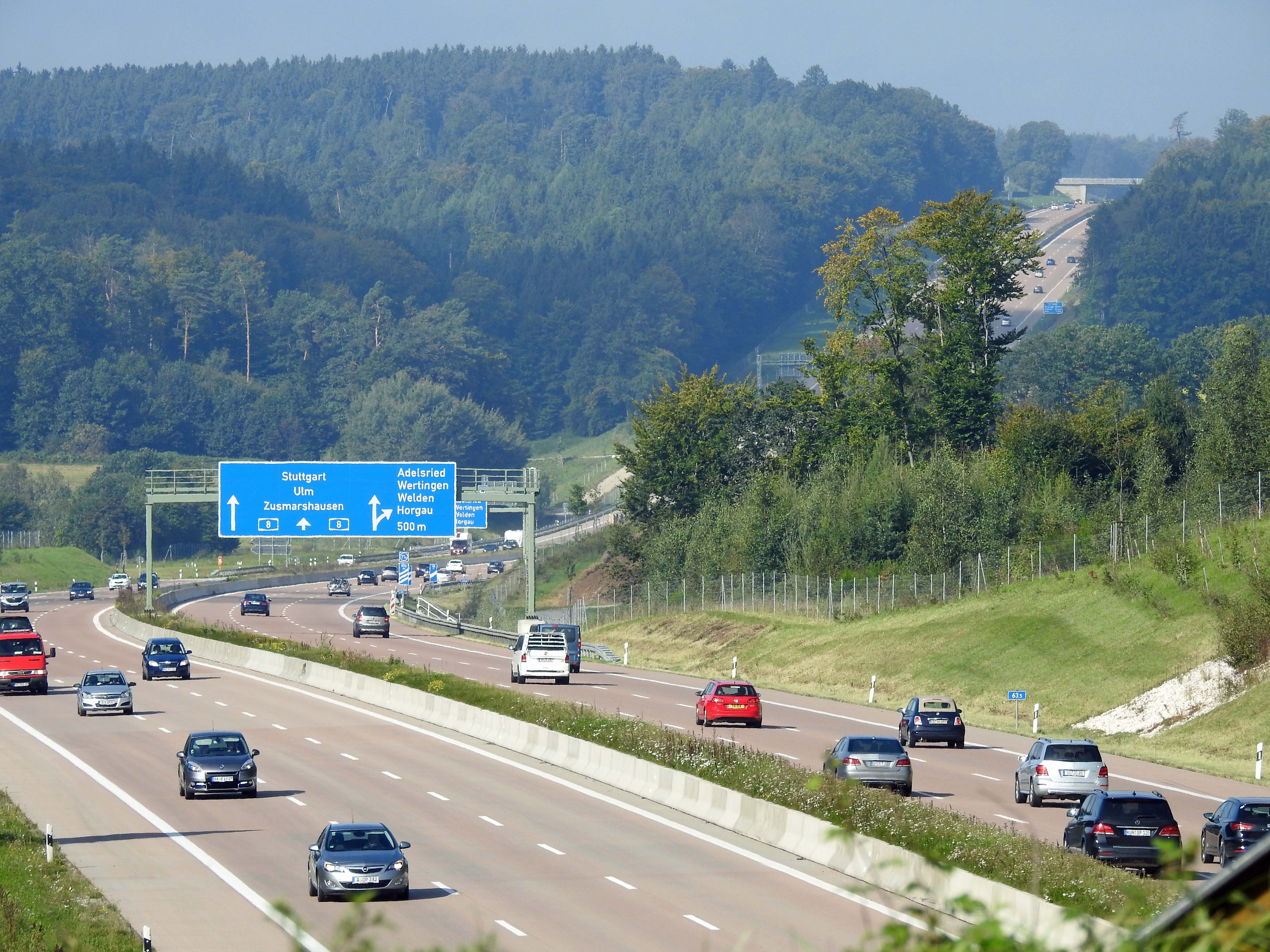
アウトバーン8号線のアーデルスリート・インターチェンジ

2021年、この町では514人の社会保険支払い義務の就労者が働いていた。
2020年、アーデルスリートには13軒の営農業者があり、農業用地の面積は 351 ha であった。このうち 241 ha が農耕地、110 ha が牧草地などの緑地であった。家畜は、ウシが87頭、ウマが60頭いた。

### 交通
アーデルスリートは、6車線の連邦アウトバーン8号シュトゥットガルト - ミュンヘン線に接続している（インターチェンジ No. 71a）。
ヴェルデン鉄道が1986年に廃止されるまでアーデルスリートには駅があった。現在はかつての路線沿いにラントラート＝ドクトル＝フライ自転車道がホルヴィンケルを貫いて通っている。

### 教育
町内には児童施設が2園、国民学校が1校ある。学校は隣のボンシュテッテンと形成する学校連合が運営している。
- 児童施設: 2022年3月1日現在、定員は合わせて160人である[20]。
- 基礎課程学校: 2021/2022年の学年現在、8クラスで、教員11名、児童159人が在籍している[21]。

## 関連図書
- Joachim Jahn (1984). Augsburg Land. Historischer Atlas von Bayern. Teil Schwaben, H. 11. München
- Rolf Kießling (2009). Kleine Geschichte Schwabens. Regensburg
- Walter Pötzl (2004). Märkte, Dörfer, Weiler, Einöden in der Markgrafschaft Burgau. Beiträge zur Heimatkunde des Landkreises Augsburg. Bd. 19. Augsburg
- Bernd Wißner, Ute Haidar, ed (2011). Augsburger Land. Augsburg